# Malapterurus oguensis
Malapterurus oguensis е вид лъчеперка от семейство Malapteruridae.

## Разпространение
Видът е разпространен в Габон и Република Конго.